# Liste der Präsidenten der Republik China (Taiwan)
Die folgende Liste der Präsidenten der Republik China (Taiwan) führt die Staatspräsidenten der Republik China (Taiwan) seit Inkrafttreten der Verfassung von 1948 auf.

## Liste
Die Präsidenten wurden bis einschließlich 1990 von der Nationalversammlung und seit 1996 dann in direkter Wahl gewählt. Die Nummerierung der folgenden Liste ist personenbezogen, nicht amtszeitbezogen. Personen, die nur stellvertretend, d. h. geschäftsführend amtierten, sind nicht mit eigener Nummer versehen.
| Nr. | Bild | Name (Lebensdaten)                                    | Amtsantritt und -ende | Amtsantritt und -ende | Amts- dauer          | Wahlen                                    | Partei | Partei                           | Vizepräsident                        |
| --- | --- | ----------------------------------------------------- | --------------------- | --------------------- | -------------------- | ----------------------------------------- | ------ | -------------------------------- | ------------------------------------ |
| 1   | | Chiang Kai-shek 蔣中正 Jiǎng Zhōngzhèng (1887–1975)   | 20. Mai 1948          | 21. Januar 1949       | 246 Tage             | 1948 (90,03 %)                            |        | Kuomintang                       | Li Zongren                           |
| 1   | Legte nach einer Serie von militärischen Niederlagen gegen die Kommunisten auf dem chinesischen Festland die Amtsgeschäfte nieder. | Chiang Kai-shek 蔣中正 Jiǎng Zhōngzhèng (1887–1975)   |                       |                       |                      |                                           |        |                                  |                                      |
| —   | | Li Zongren 李宗仁 Lǐ Zōngrén (1890–1969)              | 21. Januar 1949       | 1. März 1950          | 1 Jahr und 39 Tage   | —                                         |        | Kuomintang                       | vakant                               |
| —   | Geschäftsführender Präsident. Nach der Eroberung von Guangdong durch die Kommunisten floh Li Zogren nach New York. | Li Zongren 李宗仁 Lǐ Zōngrén (1890–1969)              |                       |                       |                      |                                           |        |                                  |                                      |
| —   | | Yan Xishan 閻錫山 Yán xíshān (1883–1960)              | 20. November 1949     | 1. März 1950          | 101 Tage             | —                                         |        | Kuomintang                       | vakant                               |
| —   | Nach der Flucht von Li wurde Yan nach Artikel 49 der Verfassung als amtierender Premierminister geschäftsführender Präsident. Am 1. März 1950 nahm Chiang Kai-shek das Amt als Präsident wieder auf, was Li Zongren als Verfassungsbruch bezeichnete.                                                             | Yan Xishan 閻錫山 Yán xíshān (1883–1960)              |                       |                       |                      |                                           |        |                                  |                                      |
| 1   | | Chiang Kai-shek 蔣中正 Jiǎng Zhōngzhèng (1887–1975)   | 1. März 1950          | 20. Mai 1954          | 4 Jahre und 80 Tage  | —                                         |        | Kuomintang                       | Li Zongren (1950–1954) vakant (1954) |
| 1   | 20. Mai 1954 | Chiang Kai-shek 蔣中正 Jiǎng Zhōngzhèng (1887–1975)   | 20. Mai 1960          | 6 Jahre und 0 Tage    | 1954 (96,91 %)       | Chen Cheng                                |        | Kuomintang                       |                                      |
| 1   | 20. Mai 1960 | Chiang Kai-shek 蔣中正 Jiǎng Zhōngzhèng (1887–1975)   | 20. Mai 1966          | 6 Jahre und 0 Tage    | 1960 (93,97 %)       | Chen Cheng (1960–1965) vakant (1965–1966) |        | Kuomintang                       |                                      |
| 1   | 20. Mai 1966 | Chiang Kai-shek 蔣中正 Jiǎng Zhōngzhèng (1887–1975)   | 20. Mai 1972          | 6 Jahre und 0 Tage    | 1966 (98,60 %)       | Yen Chia-kan                              |        | Kuomintang                       |                                      |
| 1   | 20. Mai 1972 | Chiang Kai-shek 蔣中正 Jiǎng Zhōngzhèng (1887–1975)   | 5. April 1975         | 2 Jahre und 320 Tage  | 1972 (99,39 %)       | Yen Chia-kan                              |        | Kuomintang                       |                                      |
| 1   | Im Amt verstorben. | Chiang Kai-shek 蔣中正 Jiǎng Zhōngzhèng (1887–1975)   |                       |                       |                      |                                           |        |                                  |                                      |
| 2   | | Yen Chia-kan (C.K. Yen) 嚴家淦 Yán Jiāgàn (1905–1993) | 6. April 1975         | 20. Mai 1978          | 3 Jahre und 44 Tage  | —                                         |        | Kuomintang                       | vakant                               |
| 2   | Premierminister von 1963 bis 1972. Entsprechend den Verfassungsbestimmungen folgte er als Vizepräsident nach Chiang Kai-sheks Tod diesem im Amt nach und amtierte bis zum Ende der Amtsperiode. | Yen Chia-kan (C.K. Yen) 嚴家淦 Yán Jiāgàn (1905–1993) |                       |                       |                      |                                           |        |                                  |                                      |
| 3   | | Chiang Ching-kuo 蔣經國 Jiǎng Jīngguó (1910–1988)     | 20. Mai 1978          | 20. Mai 1984          | 6 Jahre und 0 Tage   | 1978 (98,34 %)                            |        | Kuomintang                       | Hsieh Tung-min                       |
| 3   | 20. Mai 1984 | Chiang Ching-kuo 蔣經國 Jiǎng Jīngguó (1910–1988)     | 13. Januar 1988       | 3 Jahre und 238 Tage  | 1984 (95,11 %)       | Lee Teng-hui                              |        | Kuomintang                       |                                      |
| 3   | Sohn von Chiang Kai-shek. Beendete das Kriegsrecht. Im Amt verstorben. | Chiang Ching-kuo 蔣經國 Jiǎng Jīngguó (1910–1988)     |                       |                       |                      |                                           |        |                                  |                                      |
| 4   | | Lee Teng-hui 李登輝 Lǐ Dēnghuī (1923–2020)            | 13. Januar 1988       | 20. Mai 1990          | 2 Jahre und 127 Tage | —                                         |        | Kuomintang                       | vakant                               |
| 4   | 20. Mai 1990 | Lee Teng-hui 李登輝 Lǐ Dēnghuī (1923–2020)            | 20. Mai 1996          | 6 Jahre und 0 Tage    | 1990 (85,24 %)       | Li Yuan-zu                                |        | Kuomintang                       |                                      |
| 4   | 20. Mai 1996 | Lee Teng-hui 李登輝 Lǐ Dēnghuī (1923–2020)            | 20. Mai 2000          | 4 Jahre und 0 Tage    | 1996 (54,0 %)        | Lien Chan                                 |        | Kuomintang                       |                                      |
| 4   | Bürgermeister von Taipeh 1978–1981, Gouverneur der Provinz Taiwan 1981–1984. Vizepremier von 1984 bis 1988 unter Chiang Ching-kuo. Lee folgte nach Chiangs Tod im Präsidentenamt bis zum Ende der Amtsperiode nach. Erste auf Taiwan geborene Person im Präsidentenamt. 1996 der erste direkt gewählte Präsident. | Lee Teng-hui 李登輝 Lǐ Dēnghuī (1923–2020)            |                       |                       |                      |                                           |        |                                  |                                      |
| 5   | | Chen Shui-bian 陳水扁 Chén Shuǐbiǎn (1950–)           | 20. Mai 2000          | 20. Mai 2004          | 4 Jahre und 0 Tage   | 2000 (39,3 %)                             |        | Demokratische Fortschrittspartei | Annette Lu                           |
| 5   | 20. Mai 2004 | Chen Shui-bian 陳水扁 Chén Shuǐbiǎn (1950–)           | 20. Mai 2008          | 4 Jahre und 0 Tage    | 2004 (50,11 %)       |                                           |        | Demokratische Fortschrittspartei | Annette Lu                           |
| 5   | Bürgermeister von Taipeh 1994–1998. Erster Präsident aus den Reihen der DPP. Wegen Korruption nach Amtsende zu lebenslanger Haft verurteilt. | Chen Shui-bian 陳水扁 Chén Shuǐbiǎn (1950–)           |                       |                       |                      |                                           |        |                                  |                                      |
| 6   | | Ma Ying-jeou 馬英九 Mǎ Yīngjiǔ (1950–)                | 20. Mai 2008          | 20. Mai 2012          | 4 Jahre und 0 Tage   | 2008 (58,45 %)                            |        | Kuomintang                       | Vincent Siew                         |
| 6   | 20. Mai 2012 | Ma Ying-jeou 馬英九 Mǎ Yīngjiǔ (1950–)                | 20. Mai 2016          | 4 Jahre und 0 Tage    | 2012 (51,60 %)       | Wu Den-yih                                |        | Kuomintang                       |                                      |
| 6   | Justizminister 1993–1996, Bürgermeister von Taipeh 1998–2006. | Ma Ying-jeou 馬英九 Mǎ Yīngjiǔ (1950–)                |                       |                       |                      |                                           |        |                                  |                                      |
| 7   | | Tsai Ing-wen 蔡英文 Cài Yīngwén (1956–)               | 20. Mai 2016          | 20. Mai 2020          | 4 Jahre und 0 Tage   | 2016 (56,12 %)                            |        | Demokratische Fortschrittspartei | Chen Chien-jen                       |
| 7   | 20. Mai 2020 | Tsai Ing-wen 蔡英文 Cài Yīngwén (1956–)               | 20. Mai 2024          | 4 Jahre und 0 Tage    | 2020 (57,13 %)       | Lai Ching-te                              |        | Demokratische Fortschrittspartei |                                      |
| 7   | Vizepremier 2006–2007. Erste Frau im Präsidentenamt. Erste Person im Präsidentenamt mit einer parlamentarischen Mehrheit der DPP. | Tsai Ing-wen 蔡英文 Cài Yīngwén (1956–)               |                       |                       |                      |                                           |        |                                  |                                      |
| 8   | | Lai Ching-te 賴清德 Lài Qīngdé (1959–)                | 20. Mai 2024          | amtierend             | 304 Tage             | 2024 (40,05 %)                            |        | Demokratische Fortschrittspartei | Hsiao Bi-khim                        |
| 8   | Vizepremier 2020–2024. 2010–2017 Bürgermeister von Tainan und 2017–2020 Premierminister. | Lai Ching-te 賴清德 Lài Qīngdé (1959–)                |                       |                       |                      |                                           |        |                                  |                                      |